# Hi-Merimã
Os Hi-Merimã, conhecidos também como Marimã ou Merimã, são povos indígenas situados no Brasil que hoje vivem isolados na Amazônia, mas no passado já estiveram em contato com a civilização ocidental, e em 1943 foram estimados em 1 000 pessoas. Eram um das maiores etnias na região do rio Purus (estado do Amazonas) que decidiram voltar ao isolamento devido conflitos. A etnia Merimã (da região do rio Piranha entre o rio Juruá e o rio Purus) são congêneres (mesma raça) das etnias Jamamadi e Banawá.

## Características
Segundo a antropóloga Luciene Pohl também eram chamados de Marimã ou apenas Merimã, durante o trabalho de identificação da Terra Indígena Hi-Merimã (Amazonas) onde eles residem. Esta coletou as informações sobre estes com os vizinhos Jamamadi, que possuem terras demarcadas contínuas à terra dos Merimã e fala a mesma língua, da família Arawá. Os Merimã são conhecidos por conflitos contras as etnias vizinhas/congêneres.

## Ameaças
O grupo é constantemente alvo de invasões ilegais de grupos missionários, inclusive recentemente durante a epidemia Covid-19, por conta disso foi criada em 2014 pela Funai, a Frente de Proteção Etnoambiental tem objetivo de realizar a vigilância ostensiva e em tempo integral dos territórios indígenas, priorizando a proteção e o monitoramento da área. 

## Linha do tempo
- 1980 - O Cimi pediu à Funai que interdite a área entre o Rio Riozinho e o Igarapé Pretinho, na região Lábrea-Canutama (AM), onde foi descoberto, em setembro de 1978, um grupo indígena ainda desconhecido. Os técnicos do Cimi supõem que o grupo pertence à comunidade de índios Marimã.
- 1988 - A denúncia de massacre contra índios no rio Piranha está sendo apurada por uma equipe da Funai. A área de 91.840 hectares está interditada desde 1987, quando foi feita a denúncia pelo Cimi, mas só agora a Funai enviou a primeira equipe à área. O grupo seria composto por 6 adultos e 4 crianças. Os adultos teriam desaparecido, e as crianças foram encontradas por ribeirinhos da região.
- 1988 - A denúncia de massacre contra índios no rio Piranha está sendo apurada por uma equipe da Funai. A área de 91.840 hectares está interditada desde 1987, quando foi feita a denúncia pelo Cimi, mas só agora a Funai enviou a primeira equipe à área. O grupo seria composto por 6 adultos e 4 crianças. Os adultos teriam desaparecido, e as crianças foram encontradas por ribeirinhos da região.
- 2005 - Funai avança na regularização das terras indígenas. Além de assinar as portarias declaratórias, o ministro da justiça Thomaz Bastos encaminhou ao Palácio do Planalto, para assinatura do presidente Lula, minuta do Ato Homologatório da Terra Indígena Hi-Merimã, com 680 mil hectares, dos índios He-Merimã, localizada nos municípios amazonenses de Lábrea e Tapauá.[7]

## Cultura popular
Em 2022, foi lançado o documentário "Hi-Merimã - Vestígios de um Povo Isolado" dirigido pela jornalista Laís Duarte.

## Referencias Bibliográficas
1. 1 2 3 4  «Quem são? - Povos Indígenas no Brasil». Instituto Socioambiental. Consultado em 14 de novembro de 2024
2. 1 2 3 4  O Índio Brasileiro: O Que Você Precisa Saber Sobre Os Povos Indígenas No Brasil Hoje (PDF). Col: Coleção Educação Para Todos. [S.l.]: Secretaria de Educação Básica. 20 de dezembro de 2006. Resumo divulgativo
3. 1 2  Ricardo, Fany; Fávero Gongora, Majoí, eds. (2019). Cercos e resistências: povos indígenas isolados na Amazônia brasileira (PDF). C3L00002 1a edição ed. São Paulo: Instituto Socioambiental. ISBN 978-85-8226-073-9. OCLC 1124955605. Resumo divulgativo
4. ↑  Ricardo, Fany; Fávero Gongora, Majoí, eds. (2019). Cercos e resistências: povos indígenas isolados na Amazônia brasileira (PDF). C3L00002 1a edição ed. São Paulo: Instituto Socioambiental. ISBN 978858226073-9. OCLC 1124955605. Resumo divulgativo
5. ↑  «Missionário dos EUA é interrogado pela Funai após entrar ilegalmente em terra de índios isolados | Terras Indígenas no Brasil». terrasindigenas.org.br. Consultado em 30 de outubro de 2024
6. ↑  «MPF investiga entrada ilegal de missionários em terras indígenas do Amazonas | Terras Indígenas no Brasil». terrasindigenas.org.br. Consultado em 30 de outubro de 2024
7. ↑  «Resultados com "isolados Hi-Merimã" | Acervo | ISA». acervo.socioambiental.org. Consultado em 30 de outubro de 2024
8. ↑  «TV Cultura exibe documentário inédito sobre os povos indígenas Hi-Merimã». TV Cultura. Consultado em 30 de outubro de 2024
9. ↑  «TV Cultura exibe documentário inédito sobre indígenas isolados». Diário Campineiro. 11 de agosto de 2022